# Акалтин (Мактааральський район)
Акалти́н (каз. Ақалтын) — село у складі Мактааральського району Туркестанської області Казахстану. Входить до складу Мактааральського сільського округу.
Населення — 394 особи (2021; 799 у 2009, 651 у 1999, 319 у 1989).